# Trematomus tokarevi
Trematomus tokarevi är en fiskart som beskrevs av Andriashev, 1978. Trematomus tokarevi ingår i släktet Trematomus och familjen Nototheniidae. Inga underarter finns listade i Catalogue of Life.